# 鶴見丈二
鶴見 丈二（つるみ じょうじ、1932年5月8日 - ）は、日本の俳優。千葉県市川市出身。本名は増田 清貴。日本舞踏家でもあり、水木歌紅の門下。
慶應義塾高等部卒業。1954年、第8期大映ニューフェイスに合格し、大映演技研究所を経て大映に入社。1955年に『弾痕街』でデビュー。

## 出演作品

### 映画
- 弾痕街（1955年、大映）
- 恋と金（1956年、大映） - 矢沢
- 高校卒業前後（1956年、大映） - 牧山純吉
- 娘の修学旅行（1956年、大映） - 黒松
- あこがれの練習船（1956年、大映） - 岡二郎
- 愛の海峡（1956年、大映） - 川部
- いとはん物語（1957年、大映） - 之助
- 女の肌（1957年、大映） - 若い夫
- 透明人間と蝿男（1957年、大映） - 杉本
- 深夜の定期便（1957年、大映） - 小森（運転手）
- 花嫁立候補（1957年、大映） - 渡辺
- 新婚七つの楽しみ（1958年、大映） - 松井須磨夫
- 母（1958年、大映） - 高崎
- 南氏大いに惑う（1958年、大映） - 内田達夫
- 夜霧の滑走路（1958年、大映） - 中山
- 別れたっていいじゃないか（1958年、大映） - 須賀聰
- 軍国酒場（1958年、大映） - 鉄夫
- 伊賀の水月（1958年、大映） - 渡辺数馬
- 人肌牡丹（1959年、大映） - 前田利秀
- 天竜の鴉（1959年、大映） - 吉三郎
- 魔笛若衆（1959年、大映） - 新庄月千代
- 紅あざみ（1959年、大映） - 織部源之助
- 千羽鶴秘帖（1959年、大映） - 栗栖圭之助
- 次郎長富士（1959年、大映） - 大野鶴吉
- 四谷怪談（1959年、大映） - 小平
- お役者鮫（1959年、大映） - 市川扇之助
- 月影兵庫 上段霞斬り（1959年、大映） - 安川雄之助
- 町奉行日記 鉄火牡丹（1959年、大映） - 岡島啓之介
- 二人の武蔵（1960年、大映） - 徳川秀忠
- 千姫御殿（1960年、大映） - 芳之助
- 風雲将棋谷（1960年、大映） - 韋駄天紋平
- 虹之助乱れ刃（1960年、大映） - 松平春之助
- 銭形平次捕物控 美人蜘蛛（1960年、大映） - かぎや与三郎
- 幽霊小判（1960年、大映） - 庄吉
- お嬢さん三度笠（1960年、大映） - 牧野康忠
- 甲賀の密使（1960年、大映） - 溝呂木正康
- 続次郎長富士（1960年、大映） - 小政
- 海蛇大名（1960年、大映） - 日下部八郎
- 不知火検校（1960年、大映） - 房五郎
- わんぱく公子（1960年、大映） - 鶴七郎
- 刺客屋敷（1961年、大映） - 相模屋幸次郎
- 寄切り若様（1961年、大映） - 英次郎
- おてもやん（1961年、大映） - 仁吉
- 桜田門（1961年、大映） - 鶴松
- 磯ぶし源太（1961年、大映） - 宇之吉
- すっとび仁義（1961年、大映） - 斎藤伊織
- 釈迦（1961年、大映） - アーラーマ
- 残侠あばれ肌（1967年、東映） - 勇吉
- 柳ヶ瀬ブルース（1967年、東映） - 福本健一郎
- (秘)女子大生 妊娠中絶（1969年、東映） - 好文

### テレビドラマ

#### NHK
- 講談ドラマ / 大久保彦左衛門（1963年）

#### 日本テレビ
- 青い足音（1962年）
- 戦国の剣豪 第3話「必殺の舟」（1964年） - 眉殿清五郎
- ローンウルフ 一匹狼 第7話「恐喝者の影」（1968年）
- ゴールドアイ 第5話「恐怖の遊戯」（1970年）
- 怪奇十三夜 第12話「怪談首斬り」（1971年）

#### TBS
- 近鉄金曜劇場 / 浅草ろまねすく（1963年）
- 花王ファミリー劇場 / 純愛シリーズ 第68話「愛する」（1963年） - 達也
- 七人の刑事 第1シーズン 第121話「不運な依頼人」（1964年）
- キイハンター
  - 第24話「私たち人殺しなの」（1968年）
  - 第32話「暗殺教室」（1968年）
  - 第40話「用心棒必勝作戦」（1969年）
  - 第54話「それゆけ発狂作戦」（1969年）
  - 第71話「殺人魔女クラブ」（1969年）
  - 第75話「悪魔を呼ぶ女」（1969年）
  - 第86話「暗黒街は本日、大統領の投票日」（1969年）
  - 第105話「世界殺人集団 南国の決斗」（1970年）
- バーディー大作戦 第6話「殺し屋収容所」（1974年）

#### フジテレビ
- シャープ火曜劇場（1962年）
  - 妻よバラのように - 精治
  - 偽れる盛装 - 孝次
- タイガー劇場 / 人
  - 第4話「泡」（1962年）
  - 第9話「帰って来た女」（1962年）
  - 第30話「待つ」（1962年）
- 夢を失わず（1962年）
- 東芝土曜劇場 / われら青春 第14話（1962年）
- 仮面の女（1962年 - 1963年） - 葉山光彦
- 姿三四郎（1963年）
- 花の旅路（1963年）
- 三匹の侍
  - 第1シリーズ 第10話「快刀乱麻」（1963年）
  - 第3シリーズ 第27話「風雲を斬る」（1966年）
- 台風家族 第154話「片時雨」（1963年）
- 泣虫小僧（1965年）
- 山本周五郎アワー / 釣忍（1966年）
- ど根性シリーズ / 土性っ骨（1966年）
- 人情シリーズ / 橋の下（1967年）
- ブラックチェンバー 第3話「必殺の墓標」（1969年）
- 特命捜査室 第8話「王女と引金」（1969年）
- フラワーアクション009ノ1 第10話「くたばれギャンブルガール」（1969年）
- 花と狼 第10話（1969年）
- 商魂（1971年）
- ライオン奥様劇場 / ガラスの階段（1972年）

#### テレビ朝日
- 鉄道公安36号
  - 第25話「炎の報酬」（1963年）
  - 第141話「南海の怒濤」（1966年）
- 特命諜報207 第11話「三つの顔の将軍」 - 第21話「裏切り」（1964年） - 山中中尉
- 徳川家康 第49 - 51話（1965年） - 減敬
- 特別機動捜査隊
  - 第208話「落ちていた粉」（1965年）
  - 第229話「枯れた春」（1966年）
  - 第240話「いのしし」（1966年）
  - 第397話「艶子という女」（1969年）
  - 第476話「奇妙な男と女」（1970年） - 上野
  - 第495話「ネオン新宿なみだ雨」（1971年） - 沼沢
  - 第618話「大都会の野良犬」（1973年） - 望月
  - 第638話「ある夫婦のメロディー」（1974年） - 青江
  - 第684話「十津川絶唱」（1974年） - 署長
  - 第693話「情熱の海」（1975年） - 良一
- 白い巨塔（1967年）
- 次郎長三国志
  - 1968年版（1968年）
    - 第1話「勢揃い二十八人衆」
    - 第6話「追われて来た男」
    - 第8話「強くて弱い男たち」
    - 第10話「喧嘩の晩は星月夜」
    - 第12話「隠密やくざ」
    - 第13話「月明一対一」
    - 第14話「殴り込み甲州路」
    - 第21話「赤鬼青鬼伊豆の風」
    - 第26話「血煙り荒神山」

  - 1974年版（1974年）
    - 第13話
    - 第14話
    - 第16話
    - 第17話
    - 第19話
    - 第21話
    - 第23話
- 刑事さん 第1シリーズ 第8話「仮面の女」（1968年）
- 鬼平犯科帳 (松本幸四郎) 第1シリーズ 第4話「蛇の眼」（1969年） - 徳太郎
- 仮面ライダー 第20話「火を吹く毛虫怪人ドクガンダー」、第21話「ドクガンダー大阪城の対決!」（1971年） - 吉岡一彦[6]
- 半七捕物帳 第20話（1972年）
- 旗本退屈男 第10話「江戸に踊る白い影」（1973年） - 篠崎梅甫
- 右門捕物帖（1974年）
  - 第6話「裏切り」 - 親分
  - 第36話「兄弟」

#### 東京12チャンネル
- プレイガール
  - 第44話「悪童の性典」（1970年） - 横井
  - 第67話「怪談 呪いの亡霊屋敷」（1970年） - 宮島
  - 第85話「目撃者死んで貰います」（1970年） - 金村
  - 第96話「男殺しやわ肌仁義」（1971年）
  - 第111話「おんな北海流れ者」（1971年） - 野地本
  - 第212話「真夜中の愛の狩人」（1973年） - 横川
  - 第225話「女子高校生番長 殺人事件」（1973年） - 壱岐
  - 第230話「裸の女は夏死ぬ」（1973年） - 大場
  - 第248話「女の腹芸」（1973年） - 矢代
  - 第262話「金があれば年の差なんて!」（1974年） - 黒沼
  - 第274話「悩殺という女の殺し方」（1974年） - 畑中
- 江戸川乱歩シリーズ 明智小五郎 第10話「屋根裏の散歩者」（1970年）
- 大江戸捜査網 第3シリーズ
  - 第23話「恐怖の爆破作戦!」（1974年）
  - 第287話「大奥の紅い陰謀」（1979年）
  - 第389話「荒波を斬る隠密同心」（1981年）
- ぐるぐるメダマン（1976年 - 1977年） - 高坂六助